# 政黨補助金
政黨補助金，全名為政黨競選費用補助金，是一種臺灣選舉的制度。依照目前《政黨法》之規定，在每屆立法委員選舉（國會選舉）完成後，由中央選舉委員會依照全國不分區立法委員之各政黨得票數進行核算。政黨票得票率達3%以上的政黨，可在該屆立委四年的任期內，每年獲得每票新臺幣50元的政黨補助金（政府財政撥款）。
依據2024年第11屆立委選舉政黨票結果，只有3個政黨（民主進步黨、中國國民黨、台灣民眾黨）超過得票率3%補助門檻，分別按照順序獲得2億4910萬餘元（498萬2062票）、2億3822萬餘元（476萬4576票）、1億5203萬餘元（304萬0615票）。

## 法律沿革
臺灣選舉制度中，對於競選費用之補貼始見於1989年《動員戡亂時期公職人員選舉罷免法》（後隨憲法增修改稱《公職人員選舉罷免法》）之修正案中，補貼對象為選舉侯選人。為顧及臺灣民主化後政黨政治之發展，遂在1997年之修正案中加入以參選政黨為對象之補貼。
- 1997年5月31日，第三屆立法院通過修正《公職人員選舉罷免法》第45之5條，納入政黨競選費用補助金相關條文。

《公職人員選舉罷免法》第四十五條之五第三項
國家應每年對政黨撥給競選費用補助金，其撥款標準以最近一次立法委員選舉為依據。政黨之立法委員全國不分區、僑居國外國民選舉得票率達百分之五以上者，應補貼該政黨競選費用，每年每票補貼新臺幣五十元，至該屆立法委員任期屆滿為止。

由於當時立法委員採複數選區制，全國不分區、僑居國外國民選舉之票數實際上為該政黨在全國各地提名之區域及原住民立法委員候選人得票數之總合。
- 2007年11月6日，第六屆立法院通過《公職人員選舉罷免法》全文修正，以應映立法委員選制改變為單一選區兩票制。有關政黨競選費用補助金之條文移入第四十三條，補助金核算標準改為參照政黨票之得票率，補助門檻維持5%不變。
- 2015年1月23日，第八屆立法院通過《公職人員選舉罷免法》第43條條文修正案，將補助金門檻從之前的立委選舉政黨票得票率的5%，下修至3.5%。[2]
- 2017年11月10日，第九屆立法院三讀通過《政黨法》，其中將立法委員選舉政黨票由當時得票率3.5%之補助金門檻，再下修為3%。[3]另《公職人員選舉罷免法》第43條第6項依2017年12月6日公布施行之政黨法第45條規定，自政黨法施行日起，不再適用。

《政黨法》第二十二條
主管機關對於最近一次全國不分區及僑居國外國民立法委員選舉得票率達百分之三以上之政黨，應編列年度預算補助之。
前項補助，依最近一次全國不分區及僑居國外國民立法委員選舉各該政黨得票數計算之，每年每票補助新臺幣五十元，並按會計年度由主管機關核算補助金額，通知政黨於二個月內掣據向主管機關領取，至該屆立法委員任期屆滿為止。

## 歷屆政黨補助金金額
- 第3屆至第6屆立法委員選舉採複數選區制，政黨補助金核算基準為該政黨之各區域立委得票總合。
- 第7屆起立法委員選舉採單一選區兩票制，政黨補助金核算基準為該政黨之政黨票得票數。

| 屆次與補助年度       | 門檻 | 政黨補助金金額（新臺幣元每年） | 政黨補助金金額（新臺幣元每年） | 政黨補助金金額（新臺幣元每年） | 政黨補助金金額（新臺幣元每年） | 政黨補助金金額（新臺幣元每年） | 政黨補助金金額（新臺幣元每年） | 資料          |
| -------------------- | ---- | ------------------------------ | ------------------------------ | ------------------------------ | ------------------------------ | ------------------------------ | ------------------------------ | ------------- |
| 第3屆 1997年、1998年 | 5%   | 中國國民黨 · 217,454,450       | 民主進步黨 · 156,607,800       | 新黨 · 61,146,550              |                                |                                |                                | [ 4 ]         |
| 第4屆 1999年—2001年  | 5%   | 中國國民黨 · 232,983,950       | 民主進步黨 · 148,341,700       | 新黨 · 35,423,250              |                                |                                |                                |               |
| 第5屆 2002年—2004年  | 5%   | 民主進步黨 · 172,387,000       | 中國國民黨 · 147,468,550       | 親民黨 · 95,891,800            | 台灣團結聯盟 · 40,078,000      |                                |                                |               |
| 第6屆 2005年—2007年  | 5%   | 民主進步黨 · 173,571,450       | 中國國民黨 · 159,504,050       | 親民黨 · 67,530,650            | 台灣團結聯盟 · 37,835,600      |                                |                                | [ 5 ]         |
| 第7屆 2008年—2011年  | 5%   | 中國國民黨 · 250,540,050       | 民主進步黨 · 180,505,300       |                                |                                |                                |                                | [ 6 ] [ 7 ]   |
| 第8屆 2012年—2015年  | 5%   | 中國國民黨 · 293,163,950       | 民主進步黨 · 227,821,200       | 台灣團結聯盟 · 58,939,850      | 親民黨 · 36,104,450            |                                |                                | [ 8 ] [ 9 ]   |
| 第9屆 2016年—2019年  | 3.5% | 民主進步黨 · 268,547,650       | 中國國民黨 · 164,047,450       | 親民黨 · 39,741,900            | 時代力量 · 37,215,750          | 新黨 · 25,503,700              |                                | [ 10 ] [ 11 ] |
| 第10屆 2020年—2023年 | 3%   | 民主進步黨 · 240,562,050       | 中國國民黨 · 236,175,200       | 臺灣民眾黨 · 79,440,300        | 時代力量 · 54,905,000          | 親民黨 · 25,946,050            | 台灣基進 · 22,364,300          | [ 12 ]        |
| 第11屆 2024年—2027年 | 3%   | 民主進步黨 · 249,103,100       | 中國國民黨 · 238,228,800       | 臺灣民眾黨 · 152,030,750       |                                |                                |                                | [ 13 ]        |